# Doctor of Public Health

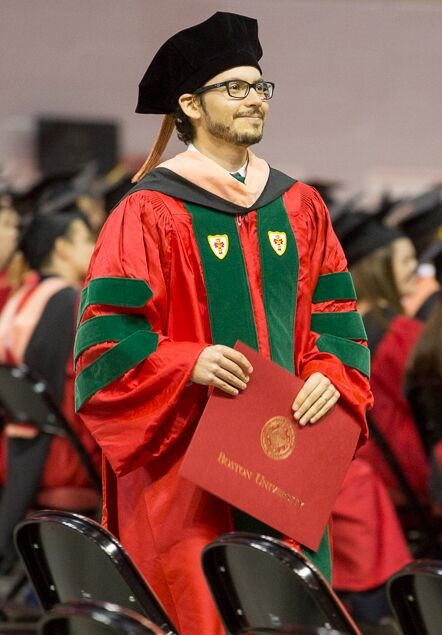
Um Doctor of Public Health na Universidade Boston

O Doctor of Public Health  abreviatura de (DrPH) é um doutorado concedido na área de Saúde Pública. DrPH é um grau avançado e terminal que prepara seus destinatários para uma carreira no avanço da prática de saúde pública, liderança, pesquisa, ensino ou administração. O primeiro grau DrPH foi concedido pela Harvard Medical School em 1911.